# Cuevas del Chorreón Salado
Las cuevas del Chorreón Salado son dos abrigos con representaciones rupestres localizados en el término municipal de Jimena de la Frontera, provincia de Cádiz (España). Pertenecen al conjunto de yacimientos rupestres denominado Arte sureño, muy relacionado con el arte rupestre del arco mediterráneo de la península ibérica. 
Bajo la denominación de Cuevas del Chorreón Salado se recogen dos abrigos denominados del Chorreón Salado I y del Chorreón Salado II. Ambas cuevas fueron descubiertas por Henri Breuil y publicadas por primera vez en 1929. Se encuentran situadas a 180 metros sobre el nivel del mar en la Loma del Sanguilar.
La Cueva del Chorreón Salado I está abierta hacia el sur y posee tres covachas, la central más grande y sin pinturas visibles. En la covacha situada a la izquierda existen dos signos realizados con un trazo rojo poco intenso. Se trata de antropomorfos muy esquematizados. En la covacha de la derecha aparecen dos soliformes y una línea también realizadas con pigmento rojo poco intenso. Ambos paneles fueron interpretados por Uwe Topper como parte de un ritual de fertilidad para el ganado aunque señaló, como Ramón Corzo Sánchez, que bien podía tratarse de un mero divertimento de pastores.
La Cueva del Chorreón Salado II también fue descrita por Breuil quien indicó que en ella se encontraban varias pinturas sin interés y no dio más datos sobre ellas. En su visita a las cuevas en 1975 Uwe Topper no pudo localizar este abrigo y señalaba la posibilidad de que las pinturas hubieran desaparecido.